# Subincyzja

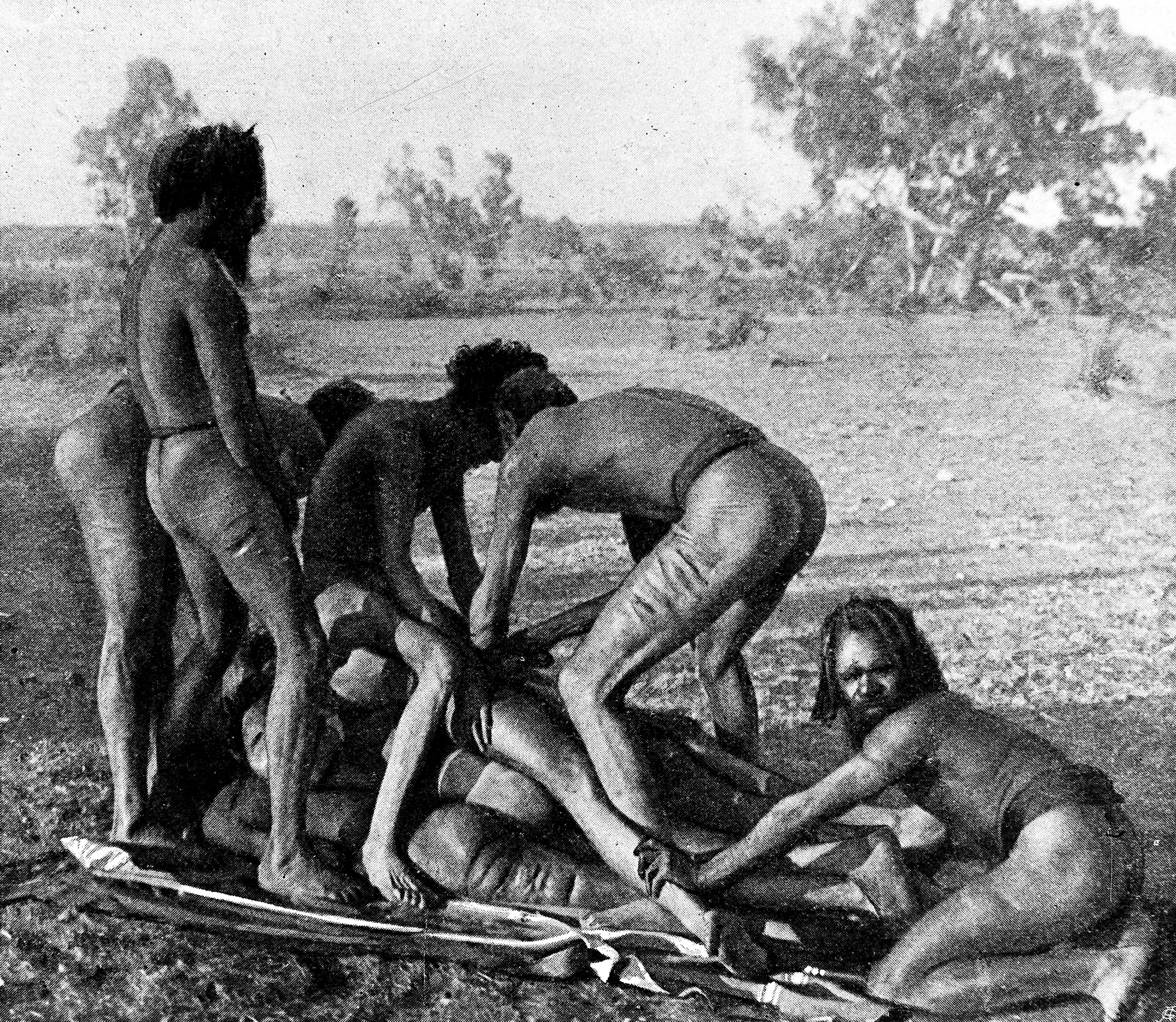
Tradycyjny zabieg subincyzji w australijskim plemieniu Warrumanga

Subincyzja – zabieg polegający na wykonaniu nacięcia wzdłuż męskiego prącia, od nasady do ujścia cewki moczowej. W przeszłości praktykowany był przez niektóre plemiona australijskich Aborygenów jako element obrzędowej inicjacji młodzieńców. Zabieg subincyzji przeprowadzano jako dopełnienie rytuału obrzezania; w jego następstwie mężczyzna oddawał mocz w pozycji kucznej. Poza Australią subincyzję stosowano jedynie w nielicznych regionach w celach leczniczych, m.in. na Fidżi dla upuszczenia krwi oraz w Amazonii dla usunięcia pasożytniczej rybki Cetopsis coecutiens, która może wślizgnąć się do cewki moczowej.